# Rocca d’Evandro
 Rocca d’Evandro  község (comune) Olaszország Campania régiójában, Caserta megyében.

## Fekvése
A megye északnyugati részén fekszik, Nápolytól 70 km-re északnyugatra, Caserta városától 50 km-re északnyugati irányban. Határai: Cassino, Castelforte, Galluccio, Mignano Monte Lungo, San Vittore del Lazio, Sant’Ambrogio sul Garigliano, Sant’Andrea del Garigliano, Sant’Apollinare és Sessa Aurunca.

## Története
Valószínűleg a longobárd időkben alapították (8. század). A 14. századig a Monte Cassinó-i bencés apátság birtoka volt. A következő századokban nemesi birtok volt. A 19. században nyerte el önállóságát, amikor a Nápolyi Királyságban felszámolták a feudalizmust.

## Népessége
A népesség számának alakulása:

## Főbb látnivalói
- Santa Maria Maggiore-templom